# Recht Saudi-Arabiens

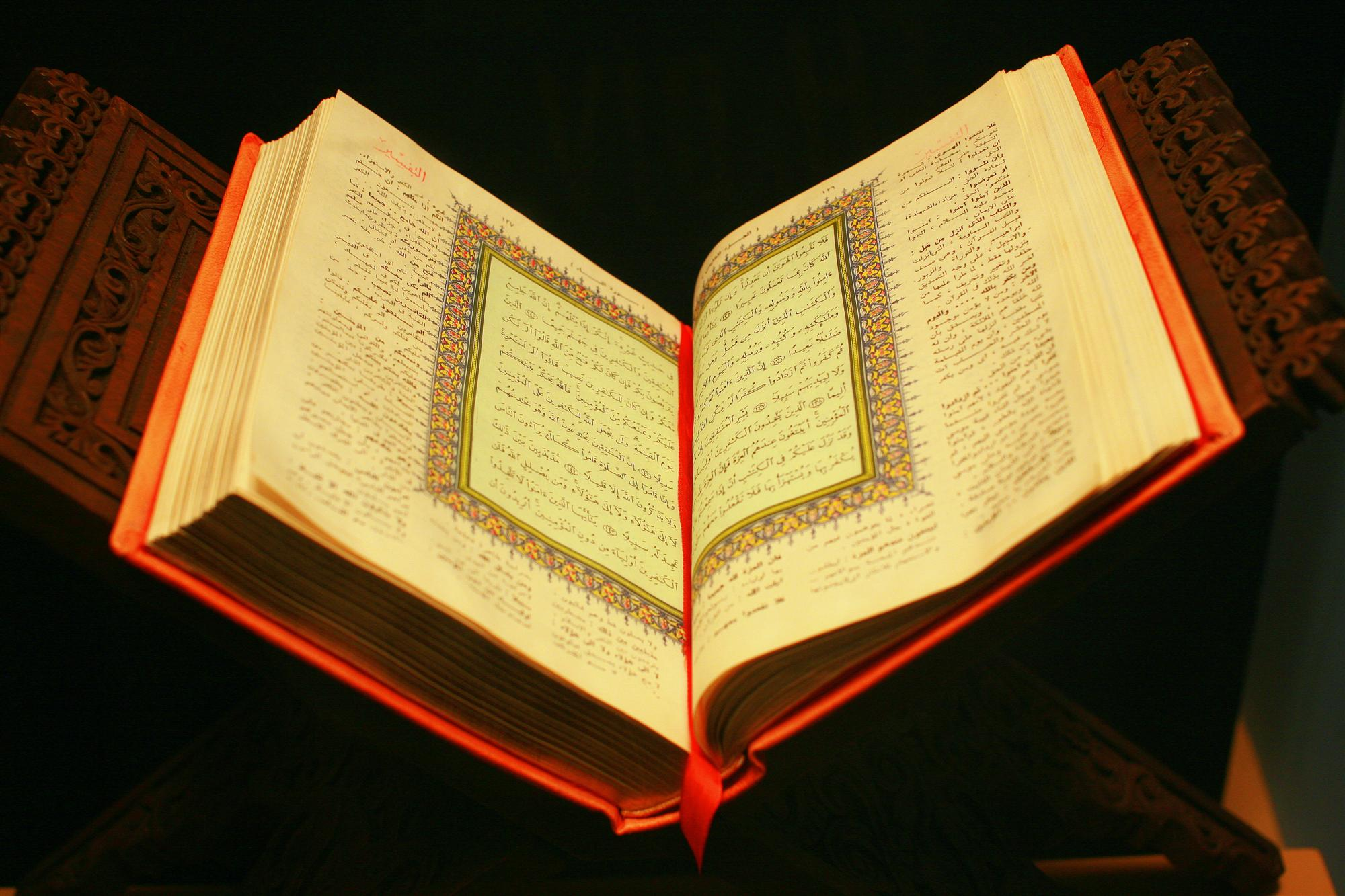
Der Koran, wichtigste Quelle der Rechtsprechung im Königreich

Das Recht Saudi-Arabiens (arabisch قانون سعودي, DMG qānūn saʿūdī) bezeichnet die Gesamtheit der gesellschaftlichen Normen im Königreich Saudi-Arabien, die unter der absoluten Autorität des Königs stehen. Saudi-Arabien ist eine absolute Monarchie, in der der König die höchste und letzte Instanz in allen rechtlichen und politischen Fragen darstellt.

## Rechtsquellen

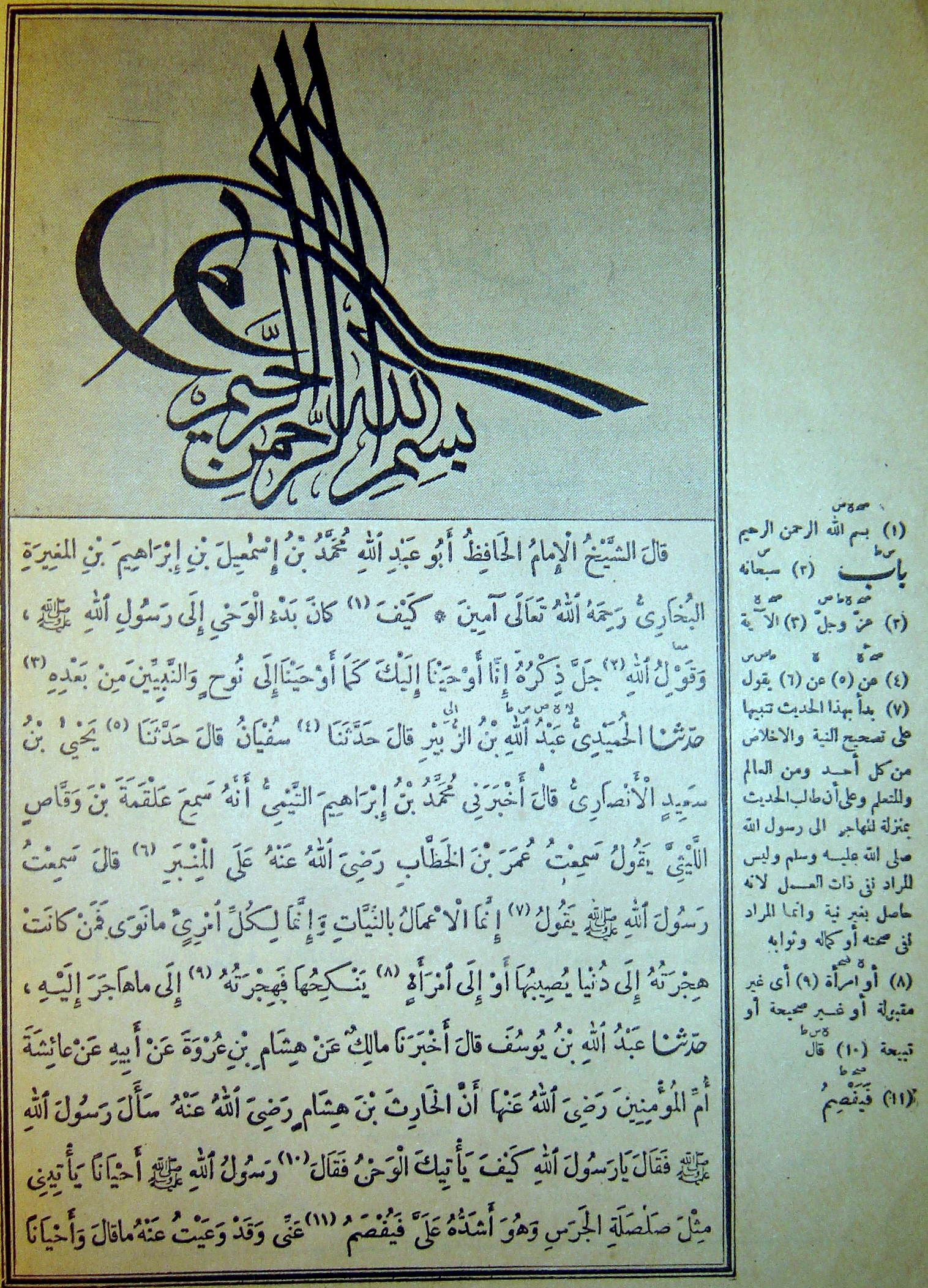
Anfang des Ṣaḥīḥ al-Buchārī in der Ausgabe Bulaq (1893–1894) mit Randvermerken von al-Yunini

In Saudi-Arabien basiert die Rechtsprechung auf einer sunnitisch-orthodoxen Interpretation des islamischen Rechts mit starken Einflüssen des Salafismus. Anders als in vielen anderen islamischen Staaten orientiert sich die saudische Justiz nicht ausschließlich an einer bestimmten Rechtsschule (Madhhab) des sunnitischen Islam. Stattdessen wird der Idschtihād praktiziert, eine Methode zur Interpretation der Rechtsquellen. Die hanbalitische Interpretation spielt eine bedeutende Rolle, insbesondere in Fragen der öffentlichen Moral. Als Hauptquellen des Rechts gelten der Koran, die Sunna (Hadith), der Idschmāʿ (Konsens der Gelehrten), der Qiyās (Analogieschluss) und die Ra'y (Istihsan, juristische Präferenz). Dabei werden auch die Ansichten früherer Gelehrter wie Ahmad ibn Hanbal, Ibn Taimiya und Ibn Kathīr berücksichtigt.
In der Praxis stützen sich Gerichte häufig auf Präzedenzfälle, Fatwas und Dekrete, darunter die Rechtsfragensammlungen Fatawa al-Ladschna ad-Da'ima und Fatawa Islamiyya des Ständigen Komitees für Rechtsfragen. Richter haben jedoch die Befugnis, von früheren Urteilen abzuweichen und den Idschtihād anzuwenden, was zu unterschiedlichen Urteilen in ähnlichen Fällen führen kann. Diese Rechtspraxis unterscheidet sich von anderen islamischen Rechtsschulen, wie beispielsweise der hanafitischen Schule, die als flexibler in ihrer Auslegung gilt. Die saudische Herangehensweise zielt darauf ab, Gesetze primär aus dem Koran, der Sunna und dem Konsens der frühen Generationen (salaf as-salih) abzuleiten.
Obwohl sich die saudische Justiz formal an islamischen Rechtsquellen wie Koran, Sunna, Idschmāʿ und Qiyās orientiert, unterliegt die Interpretation und Anwendung dieser Quellen letztendlich der Autorität des Königs. Die Flexibilität in der Rechtsauslegung ermöglicht es dem Monarchen, Entscheidungen nach eigenem Ermessen zu treffen.

### Islamische Gesetzgebung

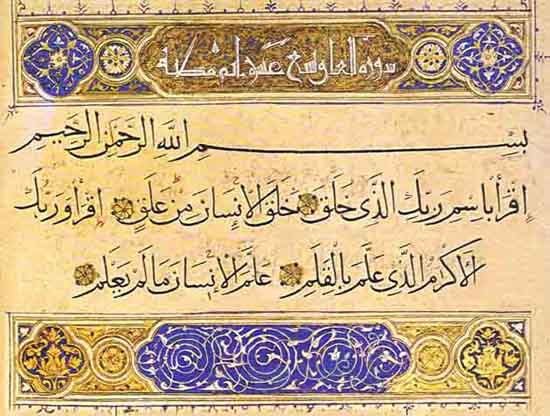
Aus dem Koran: Sure 96, Verse 1–4

In Saudi-Arabien hat das religiöse Recht (Scharia), das von Religionsgelehrten (ʿUlamā', Fuqaha) in der islamischen Jurisprudenz definiert wird, mit einigen Ausnahmen allgemeine Gültigkeit. Dies unterscheidet das saudi-arabische Rechts- und Justizsystem grundlegend von dem anderer arabischer und islamisch geprägten Staaten, wo die Verfassung zwar meist eine Klausel enthält, dass das religiöse Recht (die Scharia) eine oder gar die bedeutendste Quelle der Gesetzgebung sei, diese Floskel jedoch in weitgehend säkular geprägten Rechtssystemen nur stark eingeschränkte Wirkung entfaltet. Von der Justiz oder direkt vom König erlassene Gesetze werden „Dekret“ (Nizām) genannt, da nach islamischer Auffassung allein Gott (Allah) Gesetzgeber ist. In Saudi-Arabien ist im Gegensatz zu anderen Ländern das Recht und somit auch die Scharia nicht im Einzelnen, sondern in ihrer Gesamtheit im Staate kodifiziert. Ein vereidigter Richter gilt allgemeinhin als Qādī, wobei es hier verschieden hohe Ämter gibt.
Das islamische Gesetz regelt sowohl die kultischen und rituellen Vorschriften (العبادات / al-ʿibādāt / ‚gottesdienstliche Handlungen‘) des Menschen als auch seine Beziehungen zu seinen Mitmenschen (المعاملات / al-muʿāmalāt / ‚gegenseitige Beziehungen‘). Das Gesetz achtet darauf, dass die religiösen Verpflichtungen des Einzelnen gegenüber Gott erfüllt werden und alle Beziehungen des Einzelnen zu seinen Mitmenschen – Vermögensrecht, Familien- und Erbrecht, Strafrecht unter anderem – stets diesem Gesetz entsprechen.
Das islamische Rechtssystem ist nicht kodifiziert; der Mangel an Kodifizierung führt zu Variation in Auslegung und Anwendung des Rechtes, da die Rechtsprechung nicht nur von Koran und Sunna, sondern auch vom Meinungs- oder Handlungskonsens der Gelehrten (Idschmāʿ) abhängt.
Während die Scharia offiziell als Grundlage des saudischen Rechtssystems gilt, liegt die letztendliche Interpretation und Anwendung beim König. Dies unterscheidet das saudische System von anderen islamisch geprägten Staaten, wo religiöses Recht oft nur eine begrenzte Rolle spielt.

### Schiitisches Recht
In den schiitischen Regionen al-Hasa und Qatif wird das Dschafaritenrecht im Bereich des Familien- und Zivilrechts ausgeübt. In den restlichen Bereichen gilt wie im gesamten Königreich das klassische Recht der Hanbaliten. Insgesamt gibt es in den schiitischen Provinzen sieben Gerichte, die das Familien- und Zivilrecht ausüben.

### Gewohnheitsrecht
Eine Reihe von Dekreten und Gesetze in Saudi-Arabien entspringen dem sog. Gewohnheitsrecht (urf), das auf saudischer Kultur (inkl. Stammeskultur) und Tradition basieren soll. Sehr umstritten ist das Frauenfahrverbot. In Saudi-Arabien war es Frauen untersagt, Kraftfahrzeuge zu führen. Politiker und Juristen betonen immer wieder, dass der Islam selbst keine Einwände ausspreche, das Verbot sei jedoch aus den Landestraditionen ableitbar. Der König selbst soll einerseits die Aufgabe des Verbotes gutheißen, macht dies andererseits aber abhängig von der Akzeptanz im Land. Im September 2011 wurde eine Frau von einem Bezirksgericht zu 10 Peitschenhieben verurteilt, weil sie gegen das Verbot verstoßen hatte. Es handelte sich um das erste Urteil gegen eine Frau am Steuer. Die Frau ging in Berufung und letztlich griff der König gemäß Artikel 12 und 50 der Verfassung in die Justiz ein und annullierte das Urteil, weshalb die Rechtskraft der Urteile ausblieb. Eine erneute Anklageerhebung wurde vom König blockiert. Offiziell gibt es kein Verbot für Frauen, Auto zu fahren. Nur das Fahren ohne Fahrerlaubnis (Führerschein) ist nicht erlaubt. Da Frauen andererseits kein Führerschein ausgestellt werden darf, liegt dieser Tatbestand stets vor, wenn eine Frau sich an das Steuer eines Fahrzeugs setzt. Am 27. September 2017 wurde vom Saudischen Königshaus angekündigt, dass es Frauen ab Juni 2018 erlaubt sein soll, Auto zu fahren. Am 24. Juni 2018 wurde das Verbot aufgehoben.

## Gerichtsorganisation
Die Justiz wird von einem System von Bezirksgerichten, Allgemeinen Gerichten und denen übergeordneten Kassationsgerichten (Bezirksobergerichten) sowie dem Sondergericht und Obersten Gerichtshof nach den Regeln der Scharia ausgeübt. Während bei kleinerer Kriminalität ein einzelner Richter entscheidet, sind bei einer Verhandlung im Bereich schwere Kriminalität drei Richter anwesend. Ein Richter gilt als Qādī. Die einzelnen Richter werden vom König (derzeit: Salman ibn Abd al-Aziz) auf Vorschlag des Hohen Rates in Justizfragen ernannt. Dieser Rat besteht aus zwölf erfahrenen Juristen. Die Unabhängigkeit der Gerichte ist gemäß Artikel 46 der Grundordnung gesetzlich geschützt. Allein der König ist hiervon ausgenommen. Basierend auf den Artikeln 12 und 50 der Grundordnung, kann er Gerichtsurteile aufheben, ändern und Urteile sprechen. Er ist damit de facto oberster Richter mit unbegrenzten Befugnissen. Die Gewaltenteilung für Ämter und Behörden ist begrenzt, jedoch nicht eindeutig festgehalten. Die obersten Appellationsgerichte befinden sich in Mekka und Riad.
Das Rechtssystem in Saudi-Arabien unterscheidet sich von dem eines Rechtsstaates im Wesentlichen dadurch, dass nicht nur international anerkannte Verbrechen und schwere Straftaten wie z. B. Mord, Vergewaltigung oder Raub als solche angesehen werden, sondern auch Apostasie, Korruption, Diebstahl (sariqa), Rebellion und Verrat. Das Justizwesen gilt nach Menschenrechtsorganisationen weiterhin als undurchsichtig; Informationen über Häftlinge, speziell gewaltlose politische Gefangene, werden geheim gehalten, so Amnesty International im Länderbericht 2012.
Der Großmufti und stellvertretende Justizminister Abd al-Aziz bin Abdullah Al asch-Schaich gilt als der allgemein höchste Religionsgelehrte, dessen Meinung die Justiz mitprägt. So erklärte er in einer Fatwa im April 2005 die Zwangsehe für verboten und forderte eine schärfere Kontrolle und Bestrafung durch die Justiz, da die Zwangsehe gegen den Islam verstoße und der Prophet Muhammed einem Hadith zufolge eine Zwangsehe annullieren ließ. Zuvor wurden solche Ehen durch das Prinzip des Walī mudschbir gerechtfertigt. Die Justiz beschäftigt über 700 Richter (Stand: 2011). Das Amt des Richters setzt voraus, dass ein Studium als Mufti oder Ulama absolviert ist.
Anklagen vor Gericht werden von der Staatsanwaltschaft erhoben, diese unterteilt sich in Bezirksstaatsanwaltschaften, die Sonderstaatsanwaltschaft und die Generalstaatsanwaltschaft. Während die Bezirksstaatsanwaltschaft der Generalstaatsanwaltschaft untergeordnet ist, ist die Sonderstaatsanwaltschaft eine unabhängige Einrichtung, die dem Innenministerium untersteht.

### Der Oberste Gerichtshof
2009 wurde der „Oberste Gerichtshof“ geschaffen. Er dient der Überprüfung der Urteile durch die Bezirksgerichte und hat das Recht, sie zu kassieren. Eine primäre Aufgabe liegt darin, Verfahrensfehler zu überprüfen. Strafen mit körperlichen Sanktionen, die regelmäßig von Bezirksgerichten verhängt werden, sind in jedem Falle vom Obersten Gerichtshof zu bestätigen, andere Urteile nur, wenn der „Oberste Richterrat“ das Urteil nicht verhängen will. Der Oberste Gerichtshof wird bei strittigen Urteilen der Bezirksgerichte und Kassationsgerichte (Bezirksobergericht) auch vom Obersten Richterrat eingeschaltet, der die Urteile der Bezirksgerichte überprüft, bevor sie Rechtskraft erlangen.
Gegen ein Urteil des Obersten Gerichtshofes kann der Verurteilte in Berufung gehen. Todesurteile werden vom Obersten Gerichtshof geprüft, falls der Oberste Richterrat dies wünscht. Werden sie bestätigt, werden sie an den König weitergeleitet, der als letzte Instanz endgültig entscheidet.

#### Der Fall Nafeek
Rizana Nafeek aus Sri Lanka war im Mai 2005 als 17-Jährige verhaftet worden, da sie ein in ihrer Obhut befindliches Kind getötet haben soll. Am 16. Juni 2007 wurde sie durch ein Bezirksgericht zum Tode verurteilt. Das zuständige Bezirksobergericht hielt das Urteil aufrecht und leitete es an den Obersten Richterrat zur Gegenzeichnung weiter. Der Rat sah jedoch zusätzlichen Klärungsbedarf und verwies das Urteil deshalb zurück an die Vorinstanz. Der Fall ging daraufhin an verschiedene Gerichte zur Erörterung, bis er schließlich zum Obersten Gerichtshof zur Überprüfung eingereicht wurde. Am 25. Oktober 2010 bestätigte der Oberste Gerichtshof das Todesurteil trotz bestehender Bedenken des Obersten Richterrates. Der König bestätigte das Urteil im November 2012, woraufhin es am 9. Januar 2013 vollstreckt wurde. Der Fall sorgte international für großes Aufsehen, da das Urteil trotz Bedenken innerhalb der saudischen Justiz vollstreckt wurde.

### Sonderstrafgericht (Special Criminal Court)
Das Sonderstrafgericht (Special Criminal Court, abgekürzt: SCC; arabisch المحكمة الجزائية المتخصصة al-mahkama al-dschazāʾiyya al-mutachassisa) hat seinen Sitz in der Hauptstadt Riad. Es wurde 2008 geschaffen und ist nicht an die Scharia, das islamische Recht, gebunden. Dieses Gericht befasst sich mit Vergehen gegen die Staatssicherheit und ist somit für terrorismus- und sicherheitsbezogene Fälle zuständig. Betroffen sind Demonstranten und Oppositionelle. Anklagen vor diesem Gericht lauten auf „Verletzung der Treuepflicht gegenüber dem Herrscher“, „Anstiftung zum Aufruhr“, „Störung der öffentlichen Ordnung durch Teilnahme an Protestmärschen“ und dergleichen. Es untersteht dem Innenministerium und wird geführt von einem Mitglied der königlichen Familie.
Im Februar 2012 ließ das Innenministerium verkünden, dass das Sonderstrafgericht seit seiner Gründung in 442 Fällen vorläufige Urteile gefällt habe; insgesamt gehe es um 765 Verdächtige, die aus Gründen der Sicherheit inhaftiert worden seien. Im April teilte das Innenministerium mit, in den vergangenen Jahren seien 5831 Menschen freigelassen worden, die wegen Verstößen gegen die Staatssicherheit inhaftiert waren. Allein in den ersten Monaten des Jahres 2011 habe man 184 Häftlinge entlassen. 5080 Gefangene, die unter Berufung auf Sicherheitsbelange festgenommen worden waren, seien verhört und an ein Gericht überstellt worden, die Befragung von 616 Personen dauere noch an. 1931 weitere Gefangene seien verhört worden und könnten an das Sonderstrafgericht überstellt werden. 1612 Menschen seien für schuldig befunden worden, „terroristische Straftaten“ begangen zu haben. Außerdem teilte das Innenministerium mit, dass 486 Personen, die wegen Vergehen gegen die Sicherheit verurteilt worden waren, Entschädigungszahlungen erhalten hätten, weil sie über die Dauer ihrer Freiheitsstrafen hinaus inhaftiert gewesen seien.
Der SCC und der mit ihm verbundene innere Geheimdienst Mabahith stehen in der Kritik, außerhalb geltenden Rechtes in Saudi-Arabien zu arbeiten. So ist die Haftdauer vor Beginn eines Verfahrens gesetzlich auf sechs Monate beschränkt, der SCC ignoriert dies jedoch und inhaftiert Menschen teilweise jahrelang ohne ein transparentes Strafverfahren. Auch Urteile von anderen Gerichten, die die Freilassung von Häftlingen nach Ablauf der gesetzlich zulässigen Haftdauer verfügten, wurden teilweise ignoriert. Ein Bericht von Human Rights Watch sagt aus, dass der SCC und dessen Geheimdienst Druck auf Anwälte ausgeübt habe, Verdächtige nicht vor Gericht zu vertreten. Er beinhaltet Informationen von Familien der Gefangenen, die berichten, dass sie nicht vorab über Gerichtstermine informiert werden, ihre inhaftierten Angehörigen keinen Zugang zu juristischer Beratung haben und dass die Prozesse im Schnellverfahren auf Grundlage von Geständnissen stattfinden, die vom Geheimdienst dem Gericht vorgelegt werden.

### Gerichtsbarkeit von Richtern und Geistlichen
Gemäß Artikel 46 der Verfassung ist die Generalstaatsanwaltschaft auch zuständig für die Verfolgung von Richtern und Geistlichen, die Straftaten im Amt (z. B. Rechtsbeugung) begehen. In Saudi-Arabien gibt es kein Sondergericht für die Geistlichkeit wie z. B. im Iran. Die Geistlichen werden in der Regel von dem Hohen Rat in Justizfragen und/oder vom König gerichtet.
Geistliche und Richter, die Straftaten außerhalb des Dienstes verüben, werden von einem Bezirks- oder in Staatssicherheitsangelegenheiten von einem Sondergericht gerichtet. Kritische Meinungen argwöhnen, Geistliche würden milder bestraft als andere, insbesondere Gastarbeiter aus Afrika und Asien.
Im November 2012 folterte der Geistliche Fayhan al-Ghamdi in Riad seine fünfjährige Tochter zu Tode, indem er sie mit einem Stock und Elektrokabeln traktierte. Der Geistliche wurde in Haft genommen, seine geschiedene Ehefrau forderte gemäß dem islamischen Recht die Todesstrafe. Im Ergebnis kam eine Strafe von umgerechnet 36.000 Euro, zu bezahlen an die Mutter, und eine Haftstrafe heraus. Nach aktuellem Stand (20. Februar 2013) hat das Königshaus in die Ermittlungen eingegriffen, um eine hohe, womöglich die Maximalstrafe (Todesstrafe) zu verhängen. Ob er zwischenzeitlich freigelassen und anschließend erneut festgenommen wurde oder die ganze Zeit über in Haft war, ist unklar. Nicht abschließend geklärt ist auch, ob zusätzlich eine Vergewaltigung an dem Mädchen stattgefunden hat. Die saudische Justiz kündigte ein schnelles und transparentes Ermittlungsverfahren an.
Im Januar 2013 nahm die Polizei den ehemaligen Richter Dr. Sulaiman ar-Raschudi fest, er vertrat auf einer Versammlung die Meinung, es sei rechtmäßig, an Demonstrationen teilzunehmen. Ein Video des Vortrags war am 11. Dezember 2012 im Internet verbreitet worden. Da diese Meinung als Angriff auf die staatliche Ordnung gilt, droht ihm ein Verfahren vor dem Sonderstrafgericht.

## Rechtsgebiete

### Verfassungsrecht
Die Grundordnung (auch als Verfassung oder Grundgesetz bezeichnet) des Landes besteht in schriftlicher Form seit 1992. Es handelt sich um ein 83 Punkte umfassendes Dokument, das von König Fahd ibn Abd al-Aziz erlassen wurde. Die englische Bezeichnung lautet Basic Law, die arabische النظام الأساسي للحكم an-nizām al-asāsī li-l-hukm.
Die Grundordnung bestimmt, dass Saudi-Arabien eine absolute Monarchie ist, die von den männlichen Abkömmlingen des Königs und Staatsgründers Abd al-Aziz ibn Saud regiert wird. Die Verfassung des Landes, das auf der Basis des islamischen Rechts der Scharia geführt wird, ist der Koran und die Sunna. Die Machtfülle des Königs wird theoretisch durch die Regeln der Scharia und saudische Traditionen eingeschränkt. Er muss auch den Konsens zwischen dem Haus Saud (der königlichen Familie), religiösen Führern (Ulema) und anderen wichtigen Elementen der saudischen Gesellschaft wahren. Staatsreligion ist der Islam salafitisch – hanbalitischer Orientierung. Die führenden Mitglieder der königlichen Familie wählen im Falle der Vakanz den neuen König mit nachfolgender Zustimmung der Ulema aus ihrer Mitte. Der König soll den Konsens zwischen dem königlichen Haus Saud, den religiösen Klerikern (Ulema) und anderen wichtigen Elementen der saudischen Gesellschaft wahren. Da die Ulema viel Einfluss auf die Bevölkerung haben, gilt der Konsens mit ihnen als eine wichtige Machtstütze der Königsfamilie, die langjährige gegenseitige Verbundenheit der Königsfamilie mit dem islamischen Klerus trug in der Vergangenheit zur Verankerung der Monarchie in Saudi-Arabien bei.
Der Erste Artikel der Grundordnung lautet:

„Das Königreich Saudi-Arabien ist ein souveräner arabisch-islamischer Staat. Seine Religion ist der Islam. Seine Verfassung ist die des Buches des Allmächtigen Gottes, der Heilige Koran und die Sunna (Taten und Aussprachen des Gesandten). Arabisch ist die Sprache des Königreichs. Die Hauptstadt ist Riad.“

Punkt C im Artikel 5 schreibt vor, dass der Kronprinz noch zu Lebzeiten vom König auserwählt wird. Der Artikel 7 verankert die Scharia als primäre Gesetzesquelle des Königreiches und stellt fest, dass andere Gesetze sich ihr unterordnen müssen. Der Artikel 8 beschreibt die Gleichheit der Bürger und erwähnt, dass der Staat auf die Gerechtigkeit baut.

#### Rolle des Königshauses
Der König (Malik) als oberster Monarch spielt eine zentrale Rolle in der Justiz. Das Königreich sieht keine konkrete Gewaltenteilung vor: Der allein regierende Monarch hat nach Artikel 12 der Verfassung die Pflicht, die Einheit der Nation zu erstreben, Zwietracht, Aufruhr und Spaltung dagegen fernzuhalten. Basierend auf Artikel 12 und 50 kann er in die Legislative, Judikative und Exekutive eingreifen, die ansonsten geltende Unabhängigkeit der Gerichte nach Artikel 46 ist in diesem Falle nicht mehr gesetzlich geschützt, da der König über den Gesetzen steht. Er besitzt die alleinige Staatsgewalt und kann mit unbegrenzten Befugnissen regieren. Der König kann sich dabei auf Artikel 55 der Grundordnung stützen, diese räumt ihm als „Führer und Überwacher der Politik der Nation“ diese Rolle ein.
Neue Gesetze werden in der Regel durch einen Beschluss des Ministerrates mit nachfolgender Ratifizierung durch königliches Dekret in Kraft gesetzt. Jedoch kann der König, falls er es wünscht, auch eigenständig Gesetze erlassen, ohne den Ministerrat einzuschalten.
Der König ist sowohl Staatsoberhaupt als auch Regierungschef und zugleich Kustos der beiden heiligen Städte. Er ist legibus solutus (lateinisch für „von den Gesetzen losgelöst“), das bedeutet, dass er den Gesetzen, die er selbst erlässt, nicht untersteht. Gemäß den Artikeln 60 und 61 der Grundordnung ist der König oberstes sicherheitspolitisches Gremium und der oberste Befehlshaber der Streitkräfte. Er besitzt damit die alleinige und uneingeschränkte (absolute) Vollmacht über die Polizei, den Geheimdienst (al-Muchabarat al-'Amma) und das saudische Militär.

### Strafrecht
Unklar definierte Straftatbestände lassen Richtern großen Ermessensspielraum. Todesurteile im Rahmen von religiöser Vergehen (hudud) können für den qatʿ at-tariq, Straßenraub und bewaffneter Überfall, z. B. Bankraub, ausgesprochen werden, die zugleich als Angriff auf die staatliche Ordnung gelten. Rebellion, Terrorismus, Hochverrat und Korruption können ebenfalls mit dem Tode bestraft werden. Die Variation entsteht meist, wenn die Hanbalitische Rechtsschule keinen Präzedenzfall aufweisen kann; in diesem Fall wird auf einer anderen Rechtsschule (Madhhab) basierend ein Konsens (Idschmāʿ) gefunden oder der idschtihād angewandt.
Ein Richterspruch (Fatwa) von 1988 sieht die Todesstrafe für „Sabotage“ und „Verderbtheit (Korruption) auf Erden“ vor. Weil sie „die Korruption im Land gefördert und die Sicherheit gefährdet“ hätten, wurden z. B. am 4. April 2005 sechs Somalier enthauptet, die Autodiebstahl und Bedrohung von Taxifahrern begangen haben sollen.
Hinzu kommt das Prinzip des Qisās und eine Reihe sozialer und sexueller Vergehen: Mord, Ehebruch, Vergewaltigung, sexueller Missbrauch von Kindern und Prostitution. Dieses kann ferner für Drogenhandel, Raubüberfall in Verbindung mit Schwerverletzten oder Toten und Handel beziehungsweise Schmuggel/Herstellung von Alkohol und anderen Drogen verhängt werden. Menschenraub und Entführung werden ebenfalls als Qisas geführt und können im Höchstfall die Todesstrafe nach sich ziehen. Neben dem Qisas und Hudud kennt das Strafrecht noch das Prinzip des Tazir (Allgemeine Tadelung), dieser beinhaltet beispielsweise Drogenmissbrauch, Menschenhandel und Korruption.
Eine Todesstrafe kann auch wegen Mittäterschaft, Anstiftung und Unterlassens verhängt werden. 2010 wurde ein Ehepaar zum Tode verurteilt, die Frau prügelte dem Gerichtsurteil zufolge ihre siebenjährige Stieftochter mit einem Besenstiel zu Tode. Der Vater habe der Tat seiner Ehefrau tatenlos zugesehen und sie sogar dabei angefeuert und motiviert.
Die Straftat des Ehebruchs (Zina) unterscheidet wie bei anderen strafbaren Handlungen zwischen Personen, die muḥsan sind oder nicht. Unter muḥsan versteht das Gesetz eine Person, die mündig und zurechnungsfähig ist. Während einer unverheirateten Person im Maximalfall Peitschenhiebe und bis zu ein Jahr Haft drohen, kann eine verheiratete Person in diesem Falle mit dem Tode bestraft werden. Voraussetzung für die Feststellung der Schuld sind entweder ein Geständnis oder die Aussage von mindestens vier Zeugen. Das Geständnis kann widerrufen werden. Von den Zeugen wird verlangt, dass sie nur darüber berichten, was sie tatsächlich gesehen haben, was die Beweisführung entsprechend erschwert. Die Strafe für die „Verleumdung wegen angeblicher Unzucht“ (qadhf) beträgt 80 Peitschenhiebe. Andere Beweismöglichkeiten kennt das Recht nicht. Die Schwangerschaft einer unverheirateten Frau als Indizienbeweis lässt das Recht nicht gelten, da eine Vergewaltigung nicht ausgeschlossen werden kann.
Homosexualität gilt als Qisas-Vergehen, zwar erfolgen gegenwärtig keine Vollstreckungen von Todesstrafen, gleichwohl sind homosexuelle Handlungen in Saudi-Arabien im Höchstmaß mit der Todesstrafe bedroht. Die Gerichte verhängen auch Peitschenhiebe und Gefängnisstrafen von unterschiedlicher Dauer. Ende 2007 wurden zwei Männer wegen ihrer Homosexualität zu jeweils 7000 Peitschenhieben verurteilt. Ein Diskriminierungsschutz der sexuellen Orientierung besteht aufgrund der Illegalität der Homosexualität nicht. Sodomie kann ebenfalls mit dem Tode bestraft werden.
Der Qisas sieht vor, dass die nächsten Angehörigen eines Mordopfers den Täter begnadigen können. Dies kann auch gegen die Diyya (Blutgeld) erfolgen. Bei Totschlag kann das Gericht ein Urteil fällen, das eine Entschädigung im Rahmen der Diyya nach sich zieht. Eine Hinrichtung ist dann ausgeschlossen.(UA-324/2008-1) Sind die Angehörigen nicht volljährig, bleibt der Täter solange in Haft, bis die Volljährigkeit des ersten Kindes erreicht ist und es eine Entscheidung getroffen hat. So wurde der Iraker Ali asch-Schammari bereits im Jahr 1995 inhaftiert und wegen eines Mordes verurteilt, aber erst 14 Jahre später hingerichtet.
Für die Apostasie und schwere Blasphemie (Ridda, Irtidad) (siehe Apostasie im Islam) sieht das saudische Recht die Todesstrafe vor. Obgleich gegenwärtig keine Todesurteile gesprochen werden, werden Ermittlungsverfahren eingeleitet. Auch die Beleidigung religiöser Einrichtungen oder des Islams an sich kann als Apostatie angeklagt werden (Siehe hierzu: Hamsa Kaschgari). Die letzte Hinrichtung wegen Apostatie wurde im Jahre 1992 durchgeführt.
Das saudische Betäubungsmittelgesetz gilt als eines der strengsten der Welt. Alkohol wird umfasst. Einfuhr und Besitz von natürlichen und künstlichen Drogen aller Art – u. a. auch Captagon-Tabletten (Amphetamin-Derivat) – führen zu harten Strafen. Der Besitz von Alkohol und anderen Drogen ist ebenso verboten wie der Verkauf. Geringe Mengen führen zu Auspeitschungen. Handel und Schmuggel kann mit dem Tod durch das Schwert bestraft werden. Auch bei der Einfuhr kleiner Mengen drohen empfindliche Strafen. So wurde 1999 gegen Faustino Salazar vom Zoll ein Bußgeld in Höhe von umgerechnet 650 Euro verhängt, weil er Schokolade mit einer Alkoholfüllung einführen wollte. Da er das Bußgeld nicht bezahlen konnte, wurde ein Ermittlungsverfahren gegen ihn eingeleitet, anschließend wurde er zu 75 Peitschenhieben und vier Monaten Gefängnis verurteilt.
Von 1993 bis 2013 wurden folgende Delikte am häufigsten mit dem Tod bestraft:
- Mord: 1071 Personen
- Drogenschmuggel/Handel: 528 Personen
- Vergewaltigung/Missbrauch: 184 Personen
- Schwerer Raub: 86 Personen
- Rebellion: 63 Personen
- Bombenattentate: 16 Personen

Von den hingerichteten Personen von 1993 bis 2010 lag der Anteil der Ausländer bei etwas mehr als 45 %.
Das Strafrecht sieht Entschädigungsbußgelder, Geldstrafen, Haftstrafen, körperliche Sanktionsstrafen (Peitschenhiebe), die Todesstrafe (öffentliche Enthauptung mit einem Schwert), Amputation von Gliedmaßen wie z. B. der Hand (bei schwerem Diebstahl, Straßenraub und bewaffnetem Überfall) sowie Bewährungsauflagen oder generelle Auflagen vor.
Erlittene Untersuchungshaft wird bei Haftstrafen dem Urteil angerechnet.

### Handelsrecht
Das Handelsgesetz, geschaffen in den 1970er Jahren, ist nicht an die Scharia und den Islam gebunden. In den folgenden Jahrzehnten richtete die Regierung zahlreiche nichtreligiöse Institutionen der Rechtsprechung ein. Der säkulare Rechtsbereich im Königreich umfasst neben dem Handelsgesetz unter anderem auch das Verkehrsrecht, Berufsrecht und Teile des Strafrechtes. Die Verordnungen werden nicht Gesetze, sondern Dekrete genannt, weil nach islamischer Auffassung Gott der alleinige Gesetzgeber ist. Doch wurde hier faktisch ein Kompromiss gewählt zwischen religiöser Ideologie und der Notwendigkeit, gesetzgeberisch tätig zu werden. Zumindest in der Theorie dürfen diese Verordnungen oder Dekrete nicht der Scharia zuwiderlaufen, tun es in der Praxis jedoch, z. B. mit Zinsen. Das Prinzip des islamischen Bankwesens wird im Königreich auf freiwilliger Basis praktiziert und ist keine Pflicht. Im zivilrechtlichen Bereich wie z. B. im Erbrecht, Eherecht und Scheidungsrecht gilt die Scharia vollumfänglich.

### Vertragsrecht

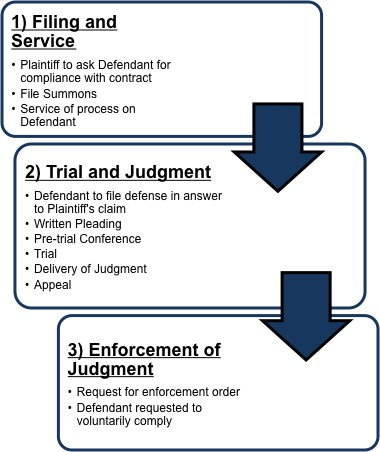
Verfahren und Voraussetzungen für die Durchsetzung von Verträgen (Stand: 2011)

Das Vertragsrecht regelt, ähnlich wie das BGB in Deutschland, die Rechte und Pflichten unter den Bürgern, in Saudi-Arabien ist es stark an die hanbalitische Interpretation des Islamischen Rechtes gebunden. Jeder Vertrag, der nicht ausdrücklich gegen das Islamische Recht verstößt (z. B. durch Ribā), ist rechtlich bindend. Dabei dürfen Ausländer sowie Nicht-Muslime vertraglich nicht benachteiligt oder diskriminiert werden.
Die hanbalitische Rechtsschule ist die liberalste unter den vier sunnitischen Rechtsschulen in Bezug auf Vertragsfreiheiten. Verbote können nur aus islamischem Recht hergeleitet werden. Dazu zählen beispielsweise das Zinsverbot (arabisch Ribā), Spekulationsverbot (Gharar), Glücksspiele (Maysir), Betrug, arglistige Täuschung und Fälschung.
Durch eine fehlende Kodifizierung sind zivilrechtliche Streitigkeiten oft nur mit lang andauernden Gerichtsverhandlungen zu lösen. Aufgrund dessen kündigte die Regierung 2007 an, das Vertragsrecht zu kodifizieren und zu modernisieren. Das Komitee für Rechtsfragen leitete 2010 entsprechende Schritte ein.

### Eherecht
Die Ehe (arabisch نكاح Nikāh) gilt nach muslimischer Systematik als zivilrechtlicher Vertrag.
Sie schreibt einen Ehevertrag vor. Dieser Vertrag soll von Zeugen unterschrieben werden und legt eine gewisse Geldsumme (mahr) fest, die von dem Mann an die Frau zu zahlen ist. In den frühen 1990er Jahren betrug der Wert eines durchschnittlichen mahr zwischen 25.000 und 40.000 Riyal (10.000–15.000 Euro); gelegentlich kam es jedoch vor, dass Paare den Brauch des Mahrs gänzlich ablehnten und einen nominalen Betrag nutzten, um die formale Bedingungen der saudischen Ehegesetze zu erfüllen. Gemäß islamischem Recht ist die Polygynie erlaubt, solange die Versorgung aller Ehepartner von Seiten des Mannes gewährleistet werden kann.
Der Ehevertrag kann auch eine bestimmte Summe definieren, die im Falle einer Scheidung an die Frau zu zahlen ist, oder andere Bedingungen festlegen. Es gibt keine Limitierungen für die Inhalte des Ehevertrages, solange diese nicht gegen das islamische Recht verstoßen.
Die Eheschließung setzt bei einer Frau grundsätzlich die Zustimmung des männlichen Vormundes (im Regelfall der Vater, falls verstorben der Bruder oder Onkel) voraus. Falls diese Zustimmung nicht gegeben wird, kann diese vor Gericht von einem Richter erteilt werden. Beispielsweise im März 2009 erteilte ein Richter die Zustimmung eines Eheschlusses trotz der Einwände des männlichen Vormundes und der anderen Männer der Familie. Eine junge Frau reichte den Antrag vor Gericht ein, um einen Mann heiraten zu dürfen, der zuvor von ihrem Vater abgelehnt worden war.
Im Scheidungsfall geht das Sorgerecht zwingend auf den Vater über. Lediglich bis zu einem bestimmten Alter verbleiben die Kinder in der Obhut der Mutter. Die Scheidung ist für beide Ehepartner grundsätzlich möglich, für die Frau jedoch schwieriger zu erreichen als für den Mann. So bedarf es bei einem Scheidungsantrag einer Frau konkreter Gründe, die bei Gegenargumenten des Mannes vor Gericht abgewogen werden müssen. Zu diesen Gründen zählen neben schlechter Versorgung, Misshandlung usw. auch aus „westlicher“ Perspektive ungewöhnliche Gründe wie Zeugungsunfähigkeit und Impotenz des Mannes. So beantragte eine Frau 2009 die Scheidung von ihrem Ehemann aufgrund dessen, dass sie drei Jahre nach ihrer Eheschließung keinen Sex mit diesem gehabt habe, zusätzlich forderte sie bei einer Klage vor Gericht eine Entschädigung von 20.000 Rial.
Die Scheidungsrate betrug im Jahre 2007 35 % und steigt weiter.
Ein sehr strittiges Thema in der saudischen Öffentlichkeit ist das Mindestalter für eine Ehe, speziell bei Frauen/Mädchen. Ein Mindestalter für die Verheiratung gibt es im klassischen islamischen Recht nicht und konnte aufgrund der großen Diskrepanz von Rechtsgutachten und Meinungen innerhalb der Juristen und der Bevölkerung bislang auch noch nicht festgelegt werden. Während der Großmufti und das Komitee für Rechtsfragen das Mindestalter nicht genau definieren, aber auf 10 bis 12 Jahre schätzen, gibt es Rechtsgelehrte, die sich auf den Propheten Mohammed berufen und damit das heiratsfähige Alter auf 6 bis 9 Jahre angeben.
Andere Juristen wie der angesehene Kleriker Scheich Abdullah al-Manie sind der Meinung, die Ehe des Propheten vor 14 Jahrhunderten könne nicht dazu herhalten, Kinderehen in der heutigen Zeit zu rechtfertigen.
Aufgrund der fehlenden Kodifizierung fallen Gerichtsurteile diesbezüglich sehr unterschiedlich aus: Während manche Richter die Eheschließungen grundsätzlich für ungültig erklären, knüpfen sie andere unter Auflagen wie das Mädchen bis zum Eintreten eines bestimmten Alters (meist Erreichen der Pubertät) bei der Mutter zu belassen, oder verbieten den Geschlechtsverkehr bis zum Eintreten dieses Alters.
2010 erregte der Fall eines achtjährigen Mädchens in der Stadt Onaisa großes Aufsehen im Lande. Diese wurde mit einem 58-jährigen Mann verheiratet. Ihre Eltern sind geschieden; ihr Vater, der das Sorgerecht für das Mädchen innehatte, veranlasste die Eheschließung. Noch bevor das Mädchen zu dem Ehemann zog, wurde sie von der Mutter zu sich genommen. Der erste Scheidungsantrag des Mädchens und dessen Mutter im Dezember 2009 wurde vom Gericht mit der Begründung abgelehnt, das Mädchen solle verheiratet bleiben, bis sie die Pubertät erreicht, anschließend könne sie selbst entscheiden, ob sie die Ehe auflöst. Im Berufungsverfahren, das im Mai 2010 stattfand, gab das Gericht dem Scheidungsantrag nach und erklärte die Ehe für geschieden.
Im März 2013 legte das Innenministerium einen Leitfaden für die Eheschließung vor. Dieser beinhaltet, dass Mädchen unter 16 Jahren grundsätzlich nicht heiraten dürfen und es zur Eheschließung auch die ausdrückliche Erlaubnis der Mutter und des Kindes bedarf. Des Weiteren wird eine Verzichtserklärung empfohlen, die nur von einem Gericht aufgelöst werden kann.
Seit einem Richterspruch (Fatwa) im April 2005 gilt die Zwangsehe als verboten.

### Arbeitsrecht
Das Arbeitnehmergesetz wurde in den letzten Jahren stark ausgebaut, um Arbeitnehmerrechte zu schützen. So müssen Arbeitgeber einer Reihe von Verpflichtungen nachkommen. Ein absolviertes Beschäftigungsjahr löst 15 Tage bezahlten Urlaub aus. Gekündigten Mitarbeitern ist eine „end-of-service“-Abfindung in Höhe von mindestens einem halben Monatsgehalt für jedes Jahr Betriebsangehörigkeit zu bezahlen. Übersteigt die Beschäftigungsdauer 5 Jahre, ist ein Monatsgehalt pro Jahr zu bezahlen.
Frauen steht seit 2004 das Recht zu, Führungspositionen in Unternehmen zu übernehmen. Ansonsten werden ihnen Ansprüche auf Beschäftigung zugesprochen. Nachtarbeit ist nicht erlaubt. Mutterschutz in größeren Betrieben (ab 50 Mitarbeiter), die Inanspruchnahme von Tagesmüttern (ab 100 Mitarbeitern) und Kindergärten stehen ihnen zudem zu. Frauen stellen 10,7 Prozent der Beschäftigten (Stand: 2007). Inzwischen erwerben sie mehr Hochschulabschlüsse als Männer. Hauptsächlich arbeiten sie in den Bereichen Erziehung, soziale Dienste, Gesundheit und Medien.

### Ausländerrecht

Ein Inlands-Ausweis für einen Ausländer türkischer Nationalität aus dem Jahre 1987. Die grüne Version des Ausweises ist für einen Muslim, Nicht-Muslime besitzen einen braunen Ausweis

Saudi-Arabien ist kein touristisches Reiseland. Touristenvisa werden nur in sehr geringer Anzahl und unter strengen Auflagen, z. B. nicht an ledige Frauen unter 45 Jahren oder für Gruppenreisen, vergeben. Früher mussten Ausländer bei ihrer Einreise ihren Reisepass abgeben und bekamen dafür einen Inlandsausweis für Ausländer ausgestellt.
In aller Regel erfordert eine Einreise nach Saudi-Arabien die formale, schriftliche Einladung eines Inlands-Saudis mit Benennung von Interessen und Gründen, die darlegen müssen, warum zur Erledigung bestimmter Aufgaben die Einreise eines Ausländers erforderlich wird.
Grundsätzlich benötigen Geschäftsreisende aus Deutschland ein Schreiben ihres Unternehmens, das von der IHK in Deutschland beglaubigt ist, und ein von der IHK in Saudi-Arabien beglaubigtes Einladungsschreiben des saudischen Partners. Ersatzweise kann auch die Zustimmung der saudischen Investitionsförderungsgesellschaft (SAGIA) vorgelegt werden.
Der einladende Saudi bürgt gegenüber dem Staat für das korrekte Verhalten des Einreisenden, er wird in aller Regel „Sponsor“ (arabisch كافل kāfil) genannt – und erwartet manchmal auch Bezahlung dafür. Die Einreise mit einem Reisepass, der israelische Stempel enthält, sollte vorher mit der saudischen Botschaft geklärt werden, da im Regelfall die Einreise verweigert wird und eine Geldstrafe für Einreiseversuch ohne sämtliche notwendigen gültigen Papiere in der Höhe von 5000 SAR (umgerechnet ca. 960 Euro bzw. 1'235 Schweizer Franken (Wechselkurs von März 2011)) fällig wird.
Inhabern eines israelischen Reisepasses ist die Einreise verboten; die versuchte Einreise mit ihm wird genauso mit der erwähnten Strafe von 5000 SAR geahndet.
Zur Arbeitsaufnahme werden den erteilten Visa meist regionale Einschränkungen mitgegeben. Das bedeutet, dass im Visum die Provinz genannt wird, in der sich der Einreisende aufhalten darf. Reisen im ganzen Land werden damit unmöglich gemacht.

### Geschlechtsbezogenes Recht
In der Gesellschaft herrscht weit verbreitete Geschlechtertrennung – so gibt es in Restaurants und Einkaufshäusern teilweise Bereiche, die allein Frauen oder Männern zugänglich sind. Bildungseinrichtungen sind der Monoedukation entsprechend. Vorlesungen von männlichen Dozenten verfolgen die weiblichen Schüler an einem Bildschirm. Seit 2009 startete in einigen Grundschulen ein Pilotprojekt zum gemeinsamen Unterricht von Mädchen und Jungen, das Projekt musste jedoch nach einer erstinstanzlichen Gerichtsentscheidung vorläufig wieder beendet werden. An der „König-Abdallah-Universität für Wissenschaft und Technik“, die sich vornehmlich an Postgraduierte richtet, ist in manchen Studienfächern ein gemischter Unterricht möglich.
Frauen unterstehen bei vielen Lebensentscheidungen der „Vormundschaft des Ehemanns“ oder männlicher Familienangehöriger (sog. Mahram). Nach dem Gewohnheitsrecht reichen sich Männer und Frauen, die nicht miteinander verheiratet, oder im Mahram Status verwandt sind, nicht die Hände und reden nicht direkt miteinander. Der Kontakt gilt als „getadelt“. Außereheliche Beziehungen sind per Gesetz direkt verboten. Auch Beziehungen, in denen es nicht zum Geschlechtsverkehr kommt, sind verboten. Für Frauen muslimischen Glaubens ist das Tragen der Abaya in der Öffentlichkeit vorgeschrieben – diese muss Haare und Körper mit Ausnahme von Händen und Gesicht bedecken. Eine gewisse Sonderrolle nehmen westliche Frauen christlichen Glaubens ein. Ihnen wird ein größeres Maß an Freiheit zugestanden, so können die Haare unbedeckt bleiben. Laut dem Auswärtigen Amt empfiehlt es sich jedoch vor allem in den zentralen Provinzen des Landes, sich der Kleidung der muslimischen Frauen anzupassen.
An den Arbeitsplätzen herrscht grundsätzlich ebenfalls Geschlechtertrennung, private Firmen und Krankenhäuser ausgeschlossen. Obwohl es hierfür kein konkretes Gesetz gibt, wird es aus Gewohnheit weitestgehend praktiziert. Die Kaufhauskette „Panda“ verstieß gegen das Verbot und stellte weibliche Kassiererinnen ein, die entgegen der gängigen Art nicht nur weibliche, sondern auch männliche Kunden bedienten. Das Kaufhaus beendete dies nach einigen Wochen wieder, nachdem zahlreiche erboste Bürger zum Boykott aufriefen.

### Polizeirecht

Emblem der Regulären Polizei, genannt „Auge des Königs“.

Die Polizeibehörden stellen das Exekutivorgan des Staates dar. Daneben übernehmen die Nationalgarde und Zoll hoheitliche Aufgaben im Bereich ihrer Zuständigkeit.

#### Behörde für öffentliche Sicherheit
Die Behörde für öffentliche Sicherheit (Umgangssprache Schurta / شرطة) ist der offizielle Name der regulären Polizeibehörde. Sie ist zuständig für die Verfolgung von Straftaten. Sie wird zentral geführt. Über die Provinzen verteilen sich Polizeidirektionen und Wachen. Die Leitung obliegt dem Innenministerium.
Die Befugnisse des Polizeiapparats sind hoheitlicher Natur (Gewaltmonopol) im Rahmen der Verfassung (Dienstanweisungen). Ein kodifiziertes Polizeigesetz existiert nicht. Die Polizei unterliegt einer Pflicht, jeder Straftat nachzugehen (vergleiche das deutsche Legalitätsprinzip), tut sie dies nicht, macht sich der Polizeibeamte entsprechend Artikel 49 und 53 der Grundordnung strafbar.

#### Religionspolizei
Der Staat sieht sich gemäß dem Artikel 23 in der Pflicht: al-amr bi-l-maʿrūf wa-n-nahy ʿan al-munkar (Das Rechte gebieten und das Verwerfliche verbieten). Zu diesem Zweck wurde 1940 die Islamische Religionspolizei (mutawwiʿ) gegründet. Lange Zeit verfolgte diese Taten, die nicht mit dem Islam konform waren. Mit einer Reihe von Reformen, die im Jahre 2007 eingeleitet wurden, wurde der Religionspolizei das Recht entzogen, hoheitlich zu Handeln. Für die Verfolgung von Straftaten, die gegen die Islamische Gesetzgebung verstoßen, ist daher die staatliche Polizei zuständig. Diese verfolgt weitaus weniger Delikte, als ehemals die Religionspolizei. Seit den Reformen sind die Religionspolizisten in der Regel mit einem Beamten der regulären Polizei unterwegs, dieser ist befugt, die Identität von Passanten festzustellen und die Personalien aufzunehmen. Um bestimmte Aufgaben besser erfüllen zu können, gab die Religionspolizei im Oktober 2012 bekannt, Frauen einstellen zu wollen.

#### Mabahith
Die Mabahith al-Āmma (المباحث العامة) ist eine Geheimpolizei und beschäftigt sich mit der inneren Sicherheit und Spionageabwehr. Die Leitung obliegt dem Innenministerium.

## Rechtsgeschichte

### Reformen zu Beginn des 21. Jahrhunderts
Die saudische Justiz wird im Lande für ihr langsames, nicht einstimmiges und nicht transparentes Arbeiten kritisiert. Durch Gesetzgebung im Jahr 2005 wurde das Strafverfahren reformiert und der Anwaltsberuf geregelt. Im Oktober 2007 kündigte die Regierung weitreichende Justizreformen an, die vor allem die staatliche Kontrolle intensivieren und Rechtssicherheit im Wirtschaftssektor schaffen sollen.
Im Jahre 2010 gab der König bekannt, weitere Reformen im Bereich Wirtschafts- und Strafrecht erfolgen zu lassen, insbesondere soll die Anwendung des Idschtihād nach erstmaliger Kodifizierung der Scharia-Grundsätze fast unmöglich sein, man erhofft sich dadurch unter anderem mehr Sicherheit und Klarheit in der Rechtsprechung. Dies würde zusätzlich den Ermessenspielraum für Richter massiv einschränken. Bei vielen konservativen Juristen stößt das Vorhaben auf Vorbehalte, wodurch seine Umsetzung verlangsamt wird. Neben der Kodifizierung der Scharia steht die Schaffung eines neuen Gerichtssystems im Rahmen kommerzieller und krimineller Gerichtsbarkeiten im Vordergrund. Diese sollen nach einem vollständig kodifizierten Recht agieren und in erster Instanz in allgemeinen, Straf-, Personenstands-, Handels- und arbeitsrechtlichen Bereichen zuständig sein. Dies würde den jetzigen Allgemein- und Bezirksgerichten aufgrund ihrer im Rahmen der Scharia ausgeübten weitreichenden Zuständigkeit die Existenzberechtigung versagen. Eine weitere wichtige Änderung ist die Schaffung von Berufungsgerichten für jede Provinz.
Die konkreten Vorschläge wurden 2007 vom Konsultativrat beschlossen und vom König verabschiedet. Die Vorschläge beinhalten Pläne für ein neues allgemeines Justiz- (85 Artikel) und ein neues Appellationsgesetz (26 Artikel).
Beide Gesetze sehen jeweils ein Oberstes Gericht für ihr Ressort vor, die den bisherigen Obersten Justizrat nicht ersetzen, in seiner Funktion aber auf administrative Fragen, wie die Richterberufung und -besoldung beschränken werden. Unterhalb der beiden Obersten Gerichte sollen Dutzende neuer Spezialgerichte geschaffen werden. Neben drei speziellen Staatssicherheitsgerichten in Riad, Dschidda und Dammam bedeutet das die Einrichtung von Familien- und Verwaltungs-, aber auch von Arbeits- und Handelsgerichten, deren Aufgaben bisher von Abteilungen der jeweiligen Ministerien erledigt worden waren. Für die Schaffung der Gerichte und die Ausbildung ihres Personals sieht das Gesetz Ausgaben von 2 Milliarden US-Dollar vor.
Einer der bisher am häufigsten vorgebrachten Kritikpunkte war die Unmöglichkeit, effektiv gegen Vertragsverletzungen juristisch vorzugehen. Die jetzt dafür eingerichteten Gerichtshöfe versprechen Abhilfe. Auch die Reformer begrüßten per Saldo das höhere Maß an Rechtssicherheit und insbesondere die Appellationsmöglichkeiten.
Die Reformen wurden bisher speziell im Bereich Strafrecht nur bedingt umgesetzt. Eine Strafprozessordnung wurde im Jahr 2001 eingeführt und enthält Bestimmungen ähnlich dem ägyptischen und französischen Recht. Einem Bericht von Human Right Watch zufolge aus dem Jahre 2008 war die diese den meisten Richtern und Staatsanwälten jedoch unbekannt oder wurde routinemäßig ignoriert.
Trotz weiterer angekündigter Justizreformen bleibt die absolute Macht des Königs unangetastet. Die tatsächliche Umsetzung und Wirksamkeit dieser Reformen ist aufgrund der fortbestehenden Struktur der absoluten Monarchie fraglich.

## Kritik am Rechtssystem Saudi-Arabiens
Das Rechtssystem Saudi-Arabiens steht international in der Kritik, insbesondere aufgrund der mangelnden Unabhängigkeit der Justiz und der Verletzung grundlegender Menschenrechte. Menschenrechtsorganisationen wie Amnesty International bemängeln die Undurchsichtigkeit des Justizwesens und die Geheimhaltung von Informationen über Häftlinge, speziell gewaltlose politische Gefangene. Ein zentraler Kritikpunkt ist die absolute Macht des Königs über die Justiz, da er laut Verfassung Gerichtsurteile aufheben, ändern und selbst Urteile sprechen kann. Das Sonderstrafgericht (Special Criminal Court) wird dafür kritisiert, außerhalb des geltenden Rechts zu agieren und Menschen teilweise jahrelang ohne transparentes Strafverfahren zu inhaftieren. Internationale Beobachter bemängeln zudem die exzessive Anwendung der Todesstrafe und berichten über weit verbreitete Folter und unmenschliche Behandlung von Gefangenen. Die systematische Diskriminierung von Frauen durch das System der männlichen Vormundschaft wird als Verletzung internationaler Menschenrechtsstandards angesehen.
Kritiker sehen in der fehlenden Kodifizierung des islamischen Rechts und dem großen Ermessensspielraum der Richter eine Quelle für Rechtsunsicherheit und willkürliche Urteile. Die Einschränkung der Religions- und Weltanschauungsfreiheit sowie die Verfolgung religiöser Minderheiten werden ebenfalls stark kritisiert. Menschenrechtsverteidiger und Aktivisten bemängeln die Anwendung vager Antiterrorgesetze zur Unterdrückung friedlicher Kritik und freier Meinungsäußerung. Die fehlende Gewaltenteilung und die Konzentration der Macht beim König werden als fundamentale Schwächen des Rechtssystems angesehen. Internationale Juristen kritisieren die mangelnde Transparenz von Gerichtsverfahren und den eingeschränkten Zugang zu rechtlichem Beistand für Angeklagte. Die Anwendung körperlicher Strafen wie Auspeitschungen wird von Menschenrechtsorganisationen als Verstoß gegen das Verbot von Folter und grausamer Behandlung verurteilt.